# OCAD (ソフトウェア)
OCADは、各種地図を作成するために用いられるベクトル画像編集ソフトウェア。
日本においては、主にオリエンテーリングで用いられる地図（O-MAP）を作成するために利用されている。